# Musée Saint-Nazaire de Bourbon-Lancy
Le Musée Saint-Nazaire de Bourbon-Lancy est un musée municipal, bénéficiant du label Musée de France, installé dans l'église romane Saint-Nazaire de Bourbon-Lancy, en Saône-et-Loire, consacré à l'archéologie et aux beaux-arts.

## Histoire
Le musée Saint-Nazaire est abrité dans l'église Saint-Nazaire, le plus ancien édifice religieux de Bourbon-Lancy : une église romane du XIe siècle qui faisait à l'origine partie d'un ensemble monastique, fondé par le seigneur et baron de Bourbon-Lancy.
L'église, à la fin du XIXe siècle, est en très mauvais état et une délibération du conseil municipal de 1892 prévoit d'en faire une carrière de pierres. Elle est sauvée par le sénateur Ferdinand-Sarrien qui obtient son classement au titre des monuments historiques. Il crée dans l'église le musée en 1897.

## Collections
Ferdinand Sarrien, devenu ministre puis président du conseil en 1906, fait déposer au musée des peintures, des sculptures et des céramiques de musées français, dont le musée de la céramique de Sèvres. Par ailleurs le musée possède et présente des objets d'archéologie locale et des œuvres lapidaires.

### Peintures
Sujets militaires : cet ensemble de tableaux, peints par Claude Merlette (1861-1899), peintre né à Bourbon-Lancy, a été acheté par la ville de Bourbon-Lancy en 2009.
Vieux pont de Bourbon : cette toile est offerte à la ville, en 1939, par Claude Rameau, né à Bourbon-Lancy. Il fut le conservateur bénévole du musée de 1911 à 1929. Le musée possède d'autres œuvres de ce peintre.
Le patriotisme, la famille du pauvre pêcheur : deux tableaux de Pierre Puvis de Chavannes.

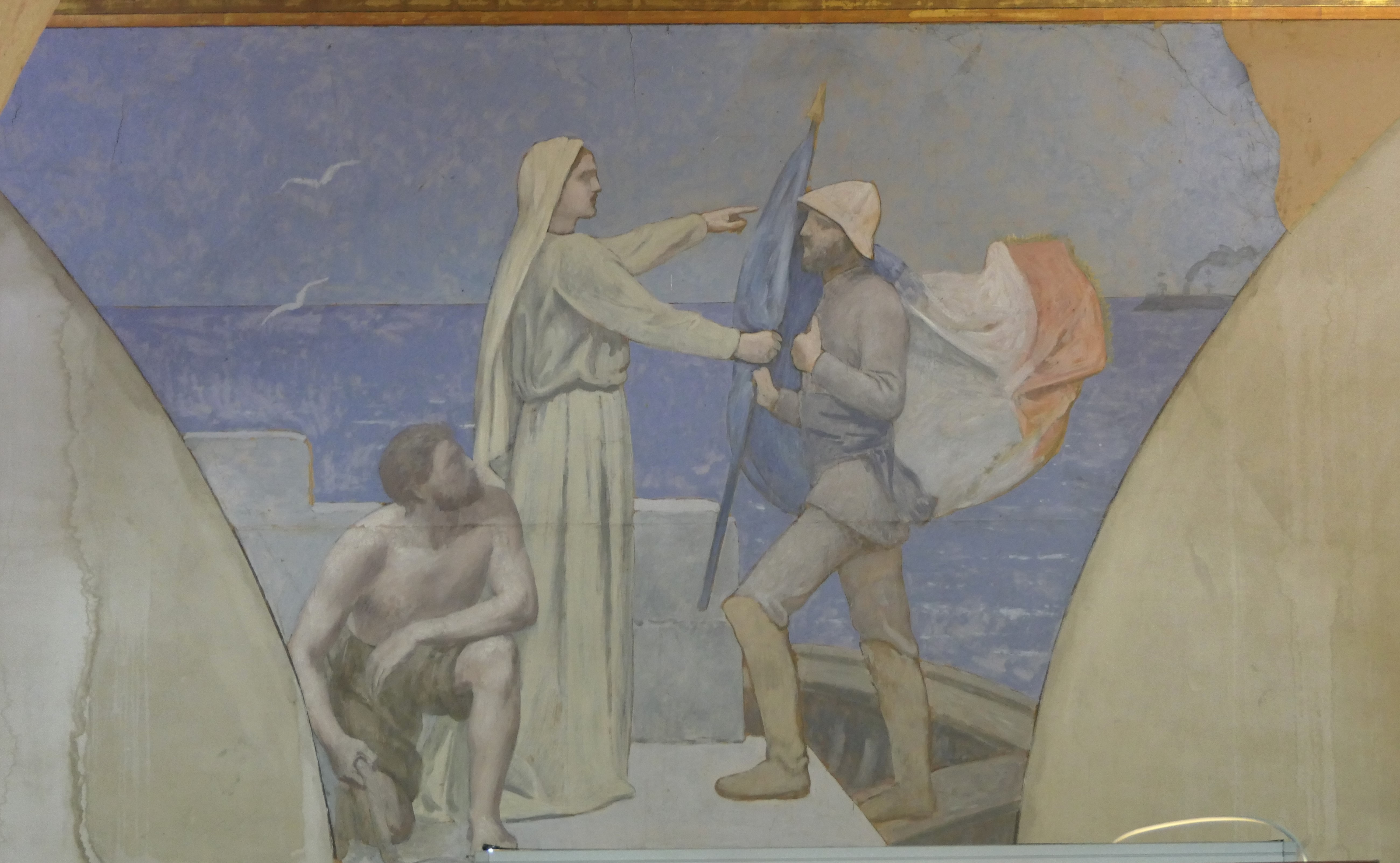
Le patriotisme, Pierre Puvis de Chavannes.
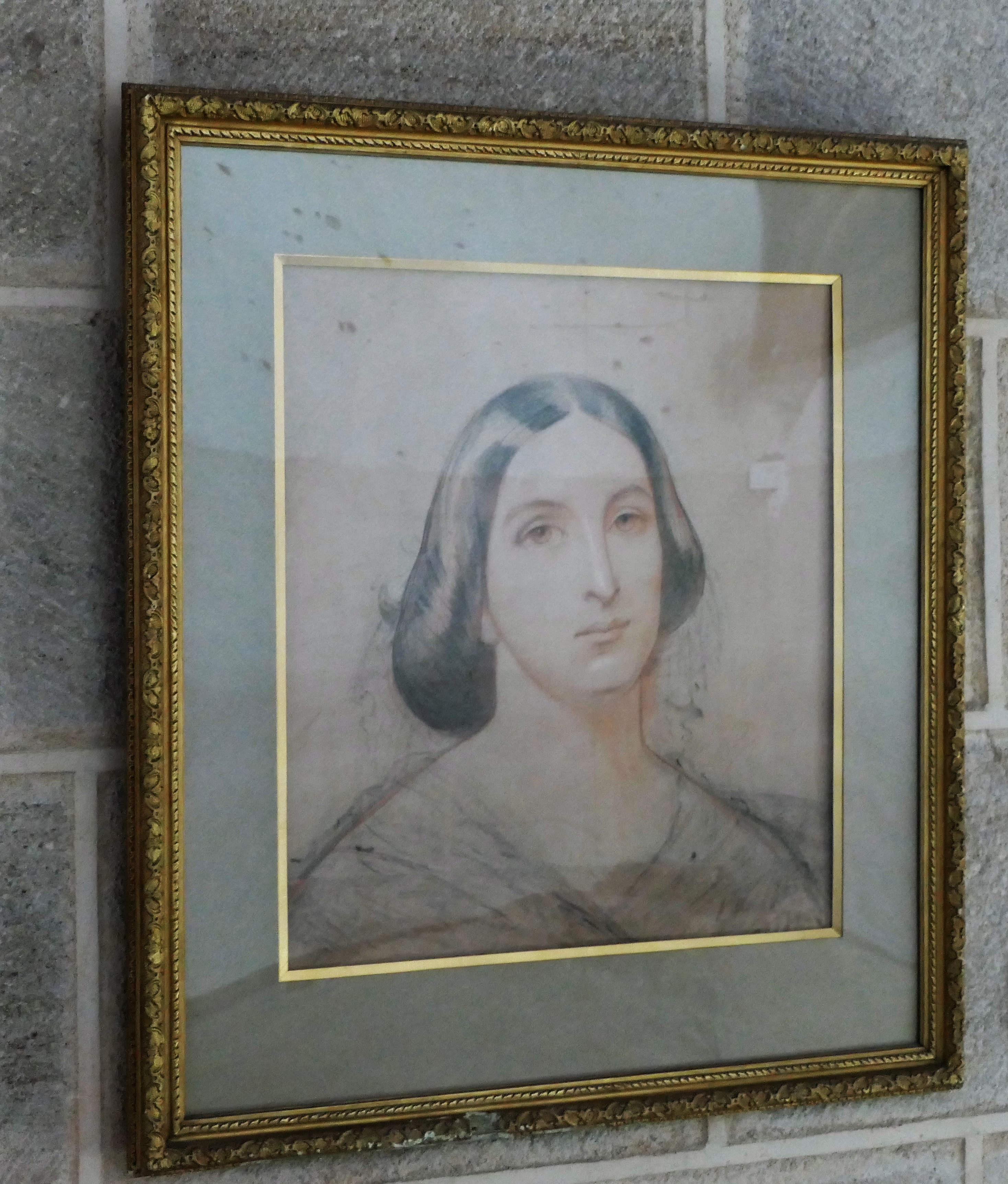
George Sand par Auguste Galimard.
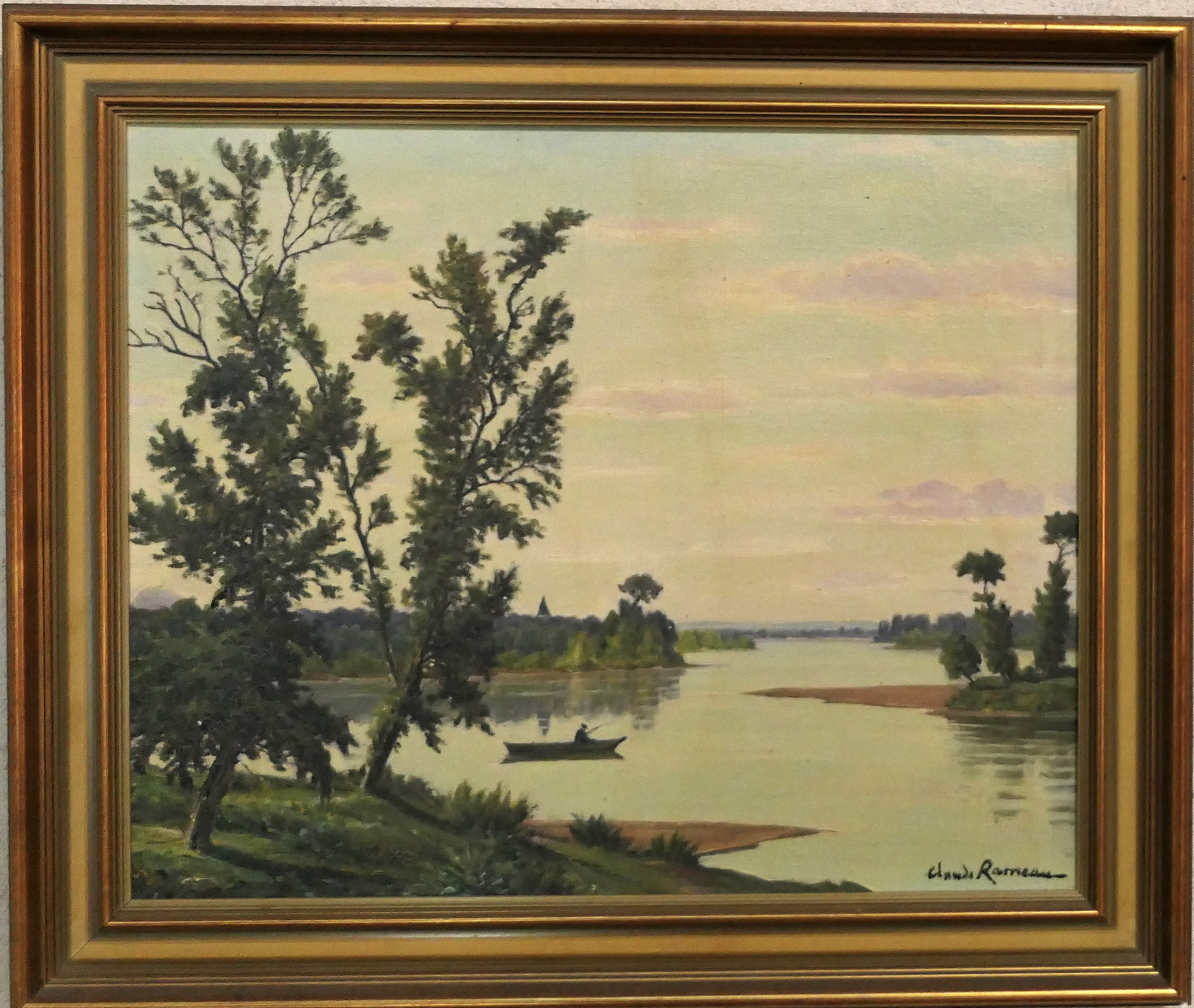
La Loire, Claude Rameau.
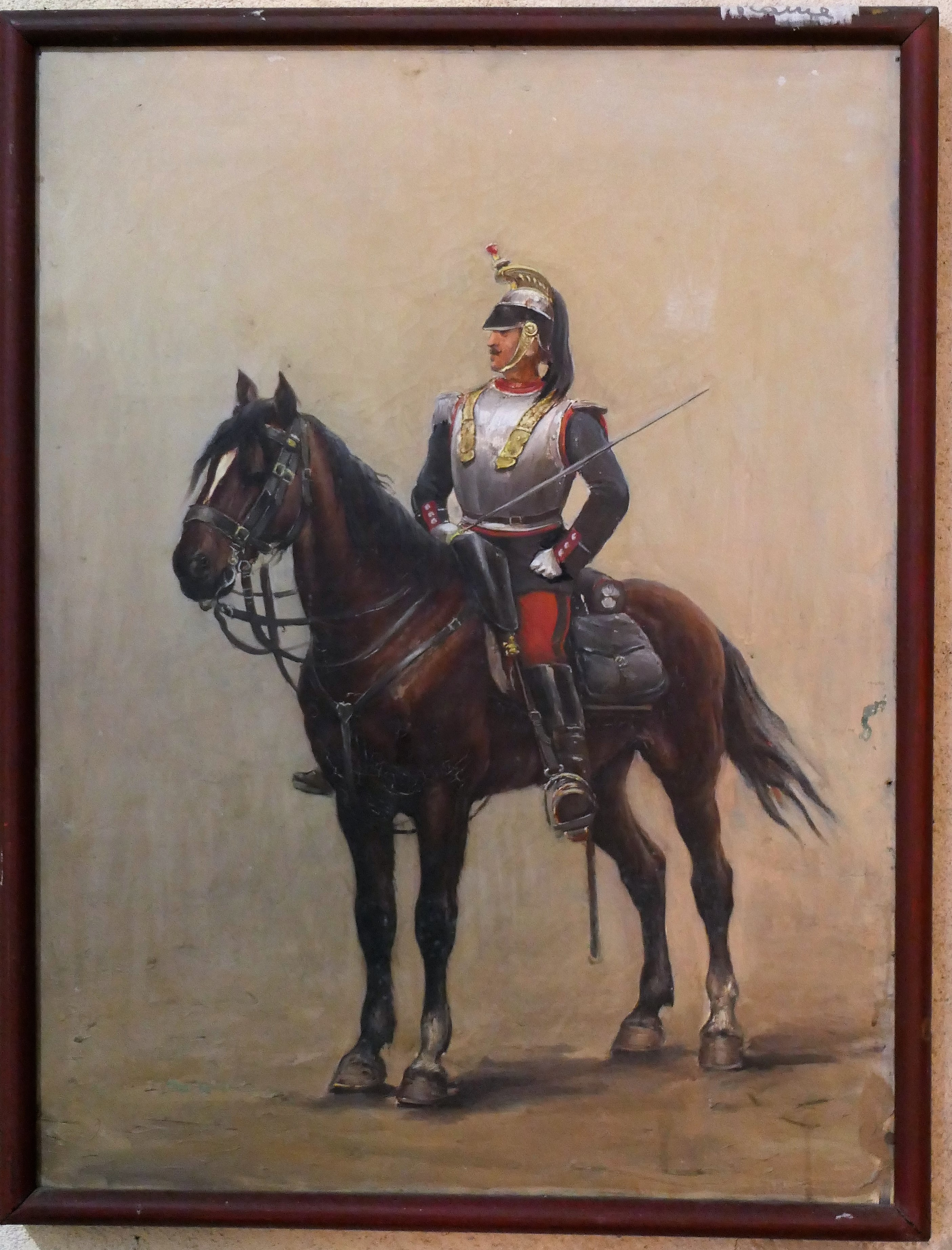
Claude Merlette, Ulhan, 1880.
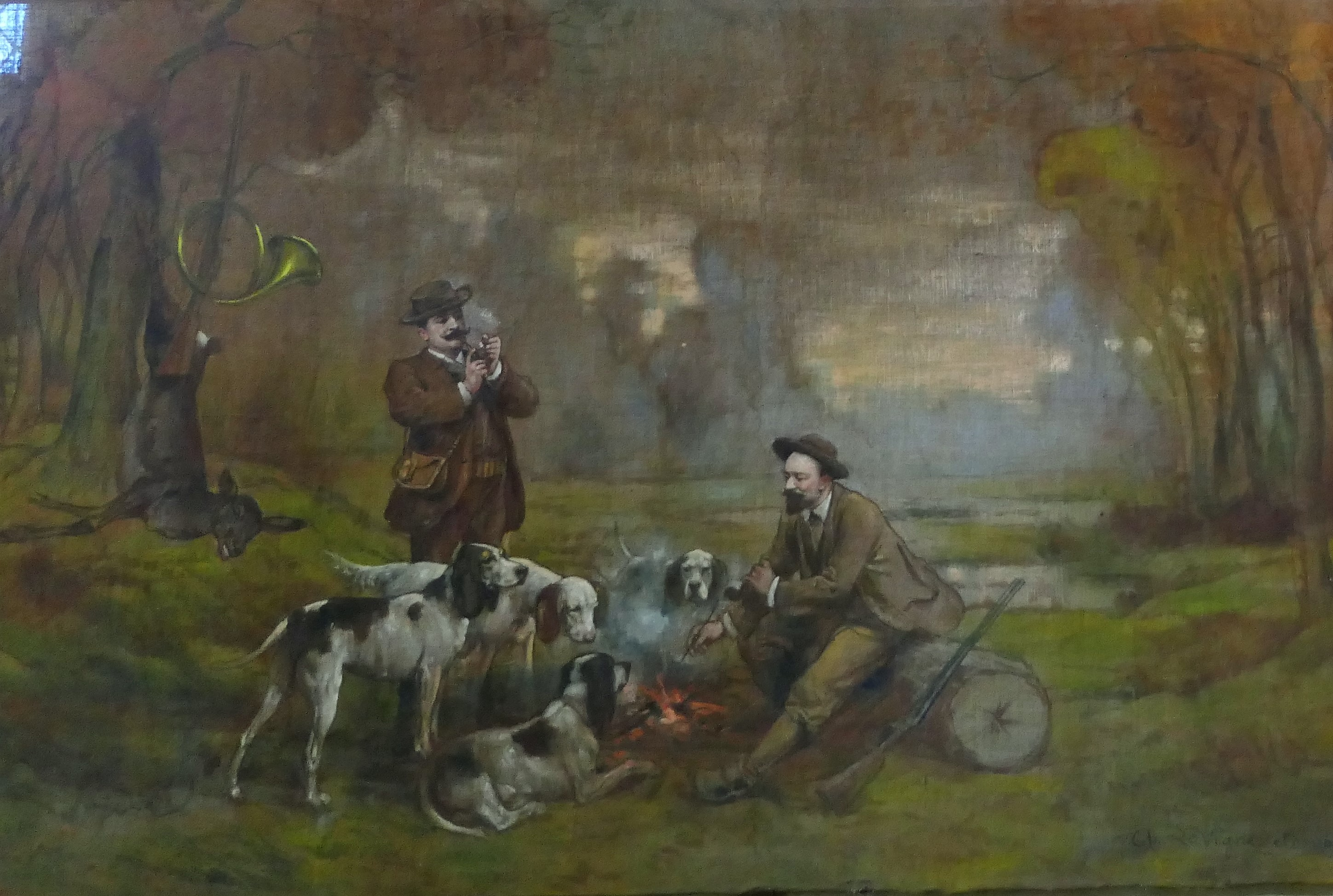
Théodore Levigne, retour de chasse.

### Sculptures
L'étreinte, l'âme des ruines, la première parue, le premier homme : œuvres de Michel Béguine (1855-1929).

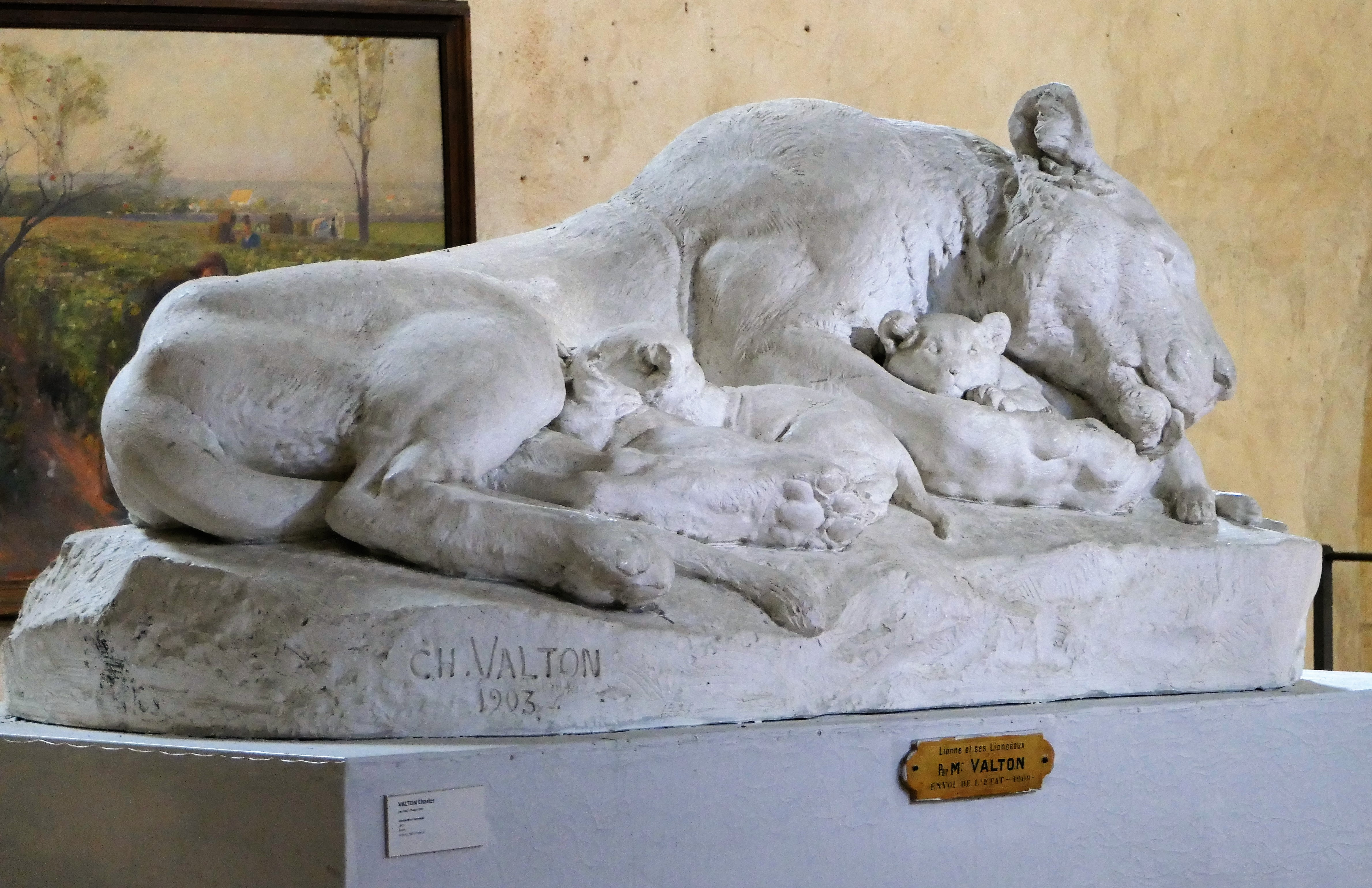
Lionne et lionceaux, Charles Valton.
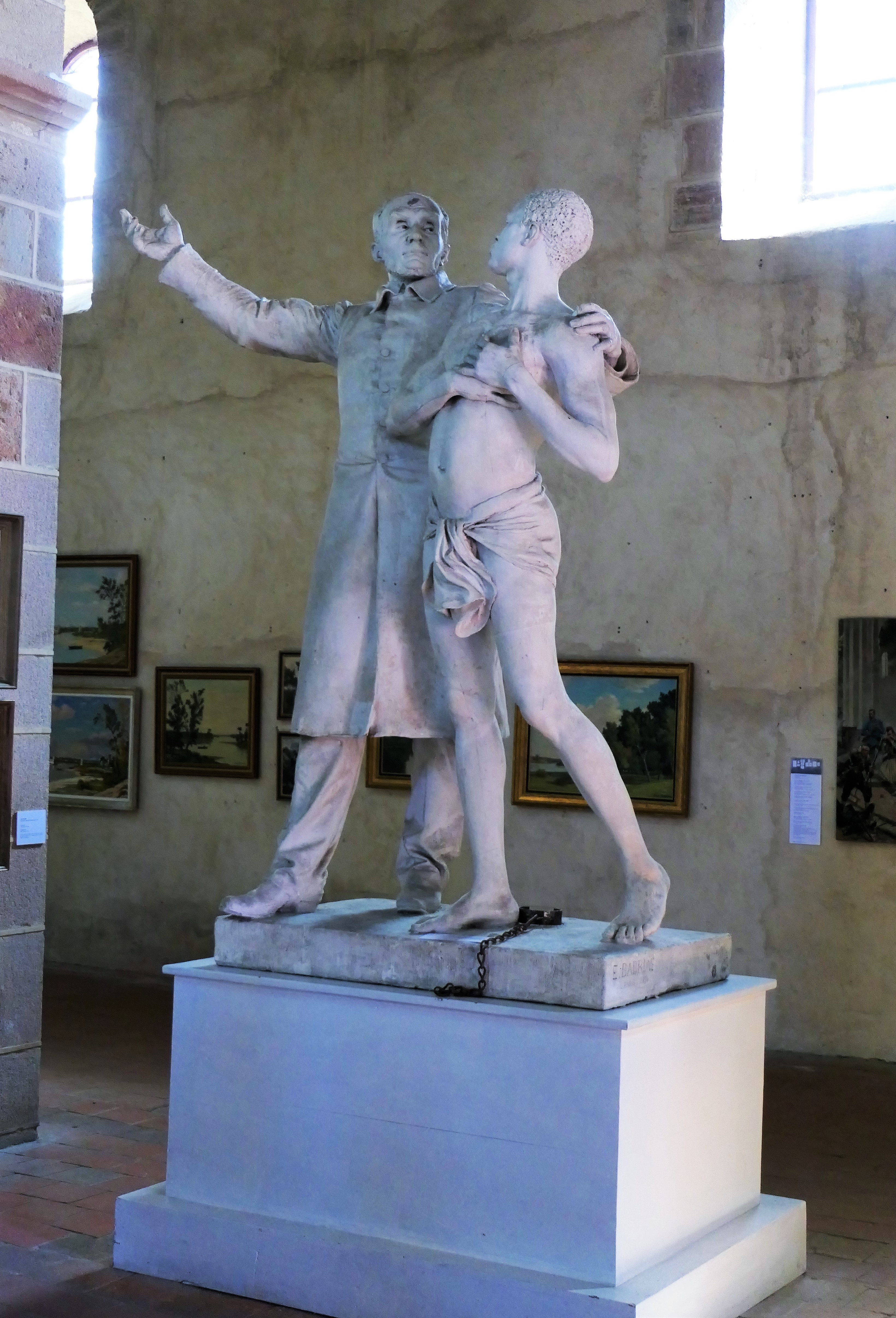
Plâtre original de la statue de Schœlcher à Cayenne par Barrias, 1896.
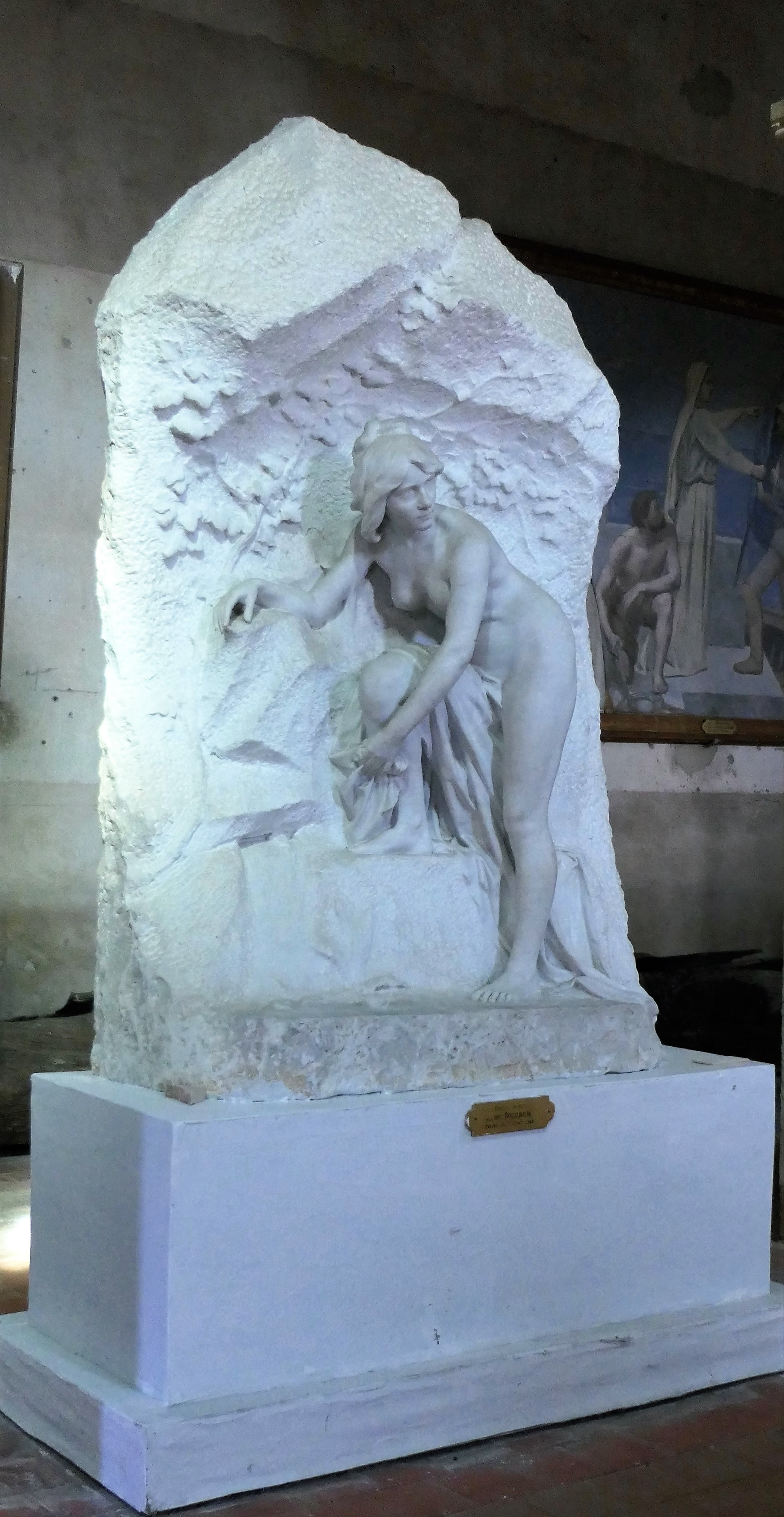
Femme au bain, Charles Théodore Perron.

### Céramiques
La série de céramiques est issue de la Manufacture nationale de Sèvres. Le dépôt est dû à Ferdinand Sarrien. La dotation comprend 117 pièces.

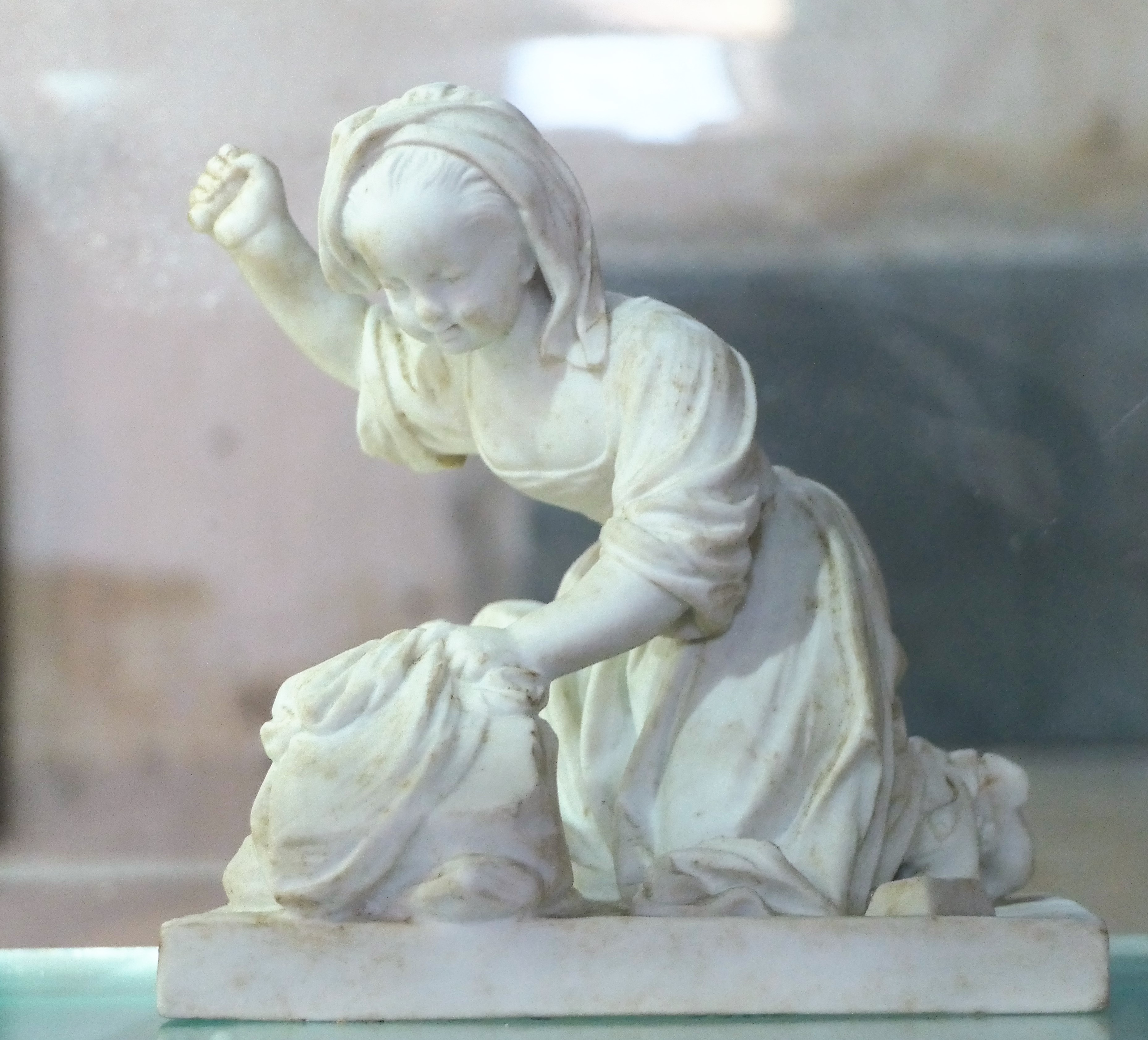
Biscuit de Sèvres.
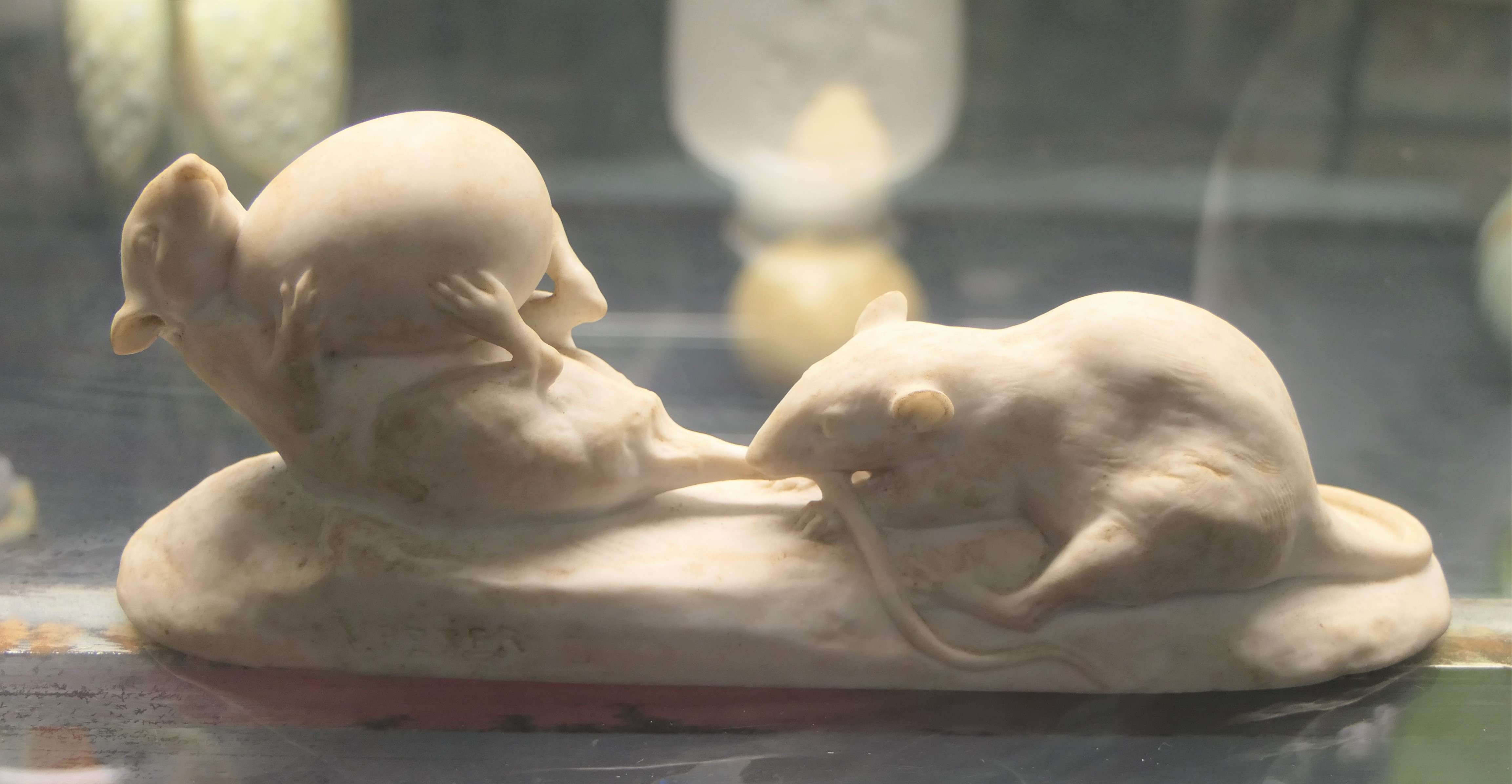
Biscuit de sèvres, deux rats volant un œuf.
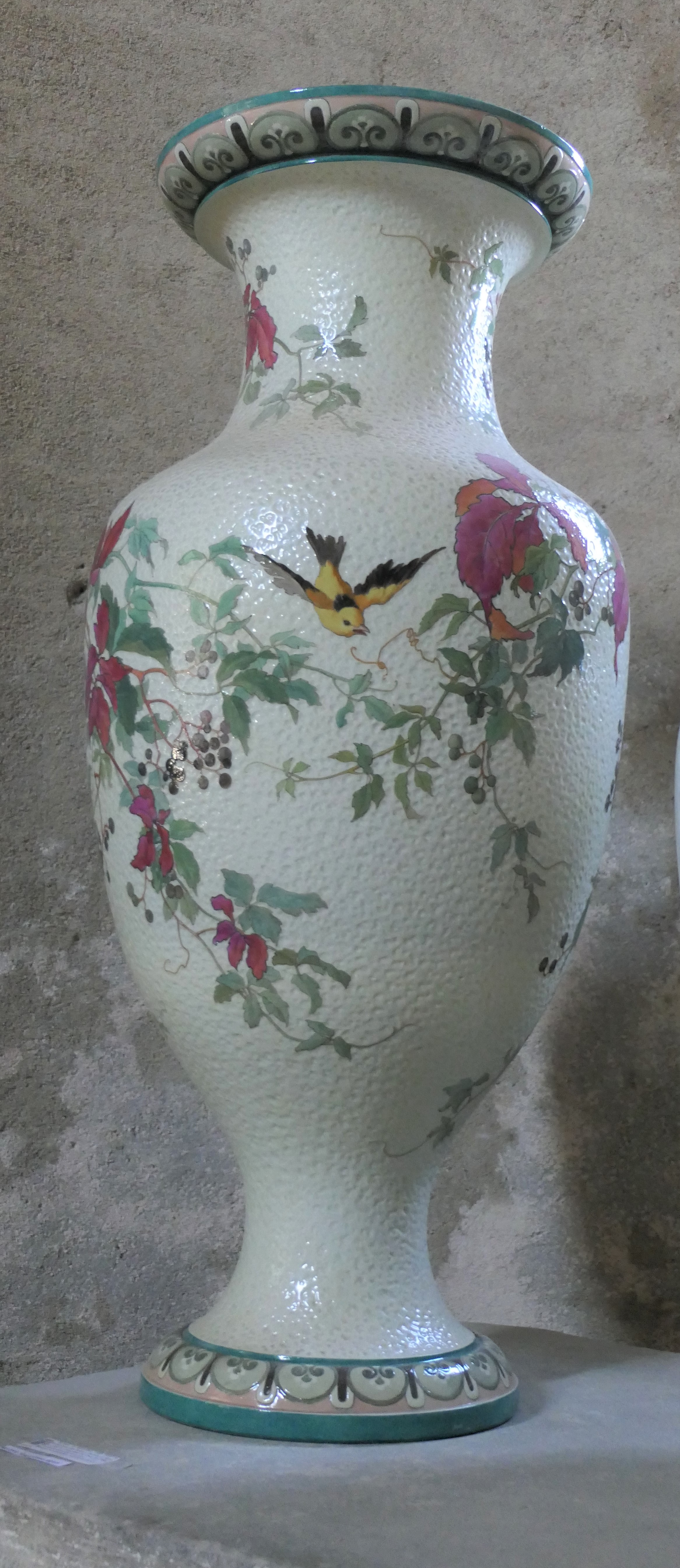
Vase de Montpellier 1885, décor d'Émile Belet, pâte tendre, retravaillé par Deck en 1888.

### Archéologie
Les sarcophages médiévaux, de l'époque mérovingienne, trouvés lors de fouilles archéologiques programmées par la commune de Bourbon-Lancy, sont des cuves monolithes taillées à partir d'une pierre calcaire locale.
Le musée possède des silex moustériens, des médailles gauloises, des médailles du haut et du bas-empire découverts par le docteur Robert en 1845.

### Tombeau

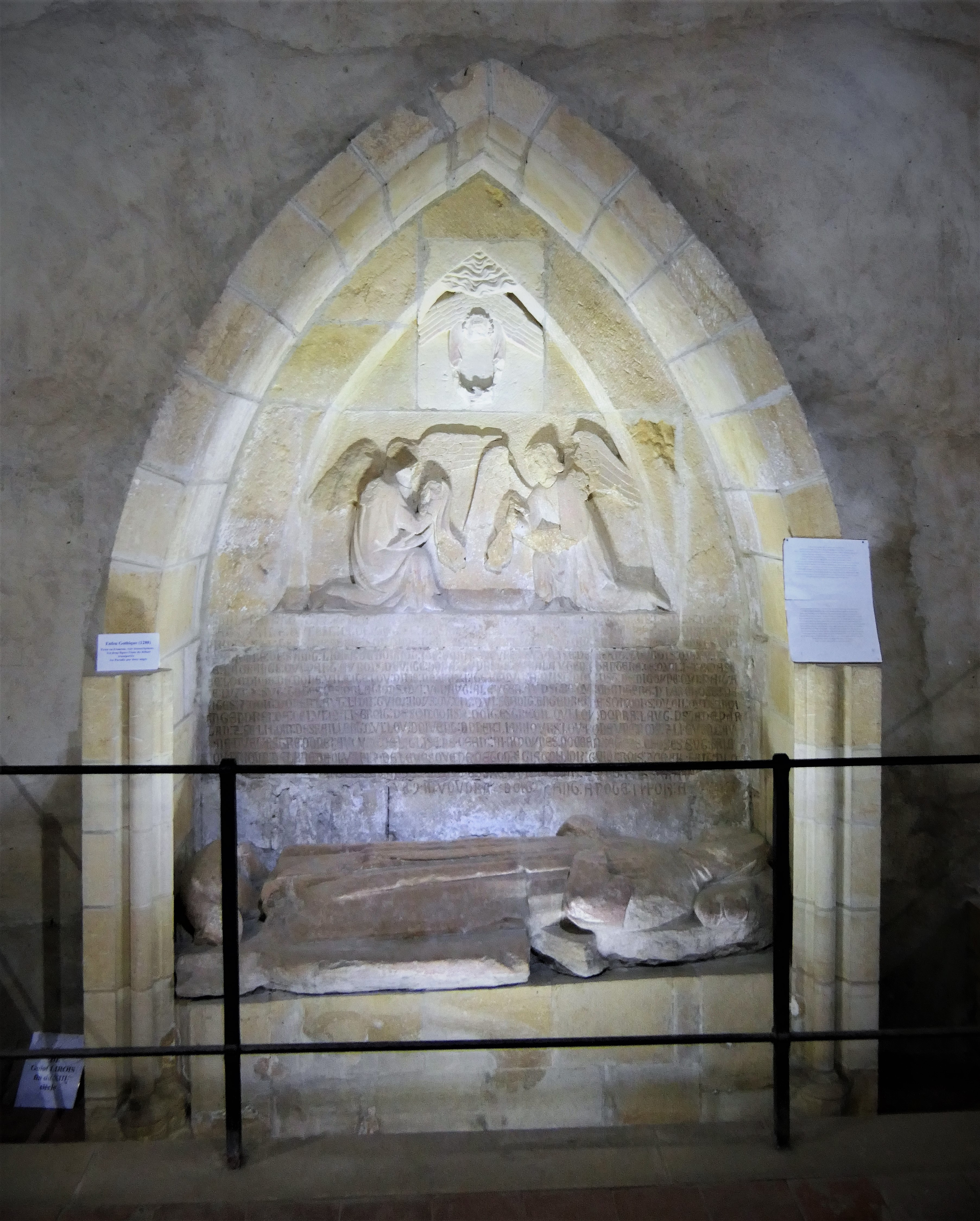
enfeu, 1288

Un enfeu gothique de 1288 pour la tombe de Guiot Roy.